# Viana do Bolo
Viana do Bolo település Spanyolországban, Ourense tartományban. Viana do Bolo A Gudiña, Vilariño de Conso, Manzaneda, O Bolo, A Veiga, Porto de Sanabria, Pías és A Mezquita községekkel határos. Lakosainak száma 2736 fő (2024).

## Népesség
A település népessége az elmúlt években az alábbi módon változott:
| Lakosok száma | 3961 | 3663 | 3442 | 3382 | 3180 | 3113 | 2964 | 2886 | 2781 | 2736 |
|               | 2001 | 2004 | 2007 | 2009 | 2012 | 2014 | 2017 | 2019 | 2022 | 2024 |